# Dileep George
Dileep George (* 5. August 1977) ist ein KI-Forscher und Neurowissenschaftler. Im Jahr 2005 entwickelte George grundlegende Ideen zum hierarchischen Temporalspeicher und gründete mit Jeff Hawkins und Donna Dubinsky das Startup-Forschungsunternehmen Numenta, Inc. Im Jahr 2010 verließ George Numenta, um mit D. Scott Phoenix das Unternehmen Vicarious zu gründen, das durch die Internet-Milliardäre Peter Thiel und Dustin Moskovitz unterstützt wurde.
George hat 22 Patente und viele von Experten beachtete Veröffentlichungen über die Mathematik der Neuronalen Netze verfasst. Die Ergebnisse seiner Forschung erschienen in der New York Times, BusinessWeek, Scientific Computing, Wired, Wall Street Journal und in Bloomberg Television.
George promovierte 2006 in Elektrotechnik an der Stanford University und setzt seine neurowissenschaftlichen Forschungsarbeiten als Gastwissenschaftler am Redwood Neuroscience Institute an der Universität von Kalifornien, Berkeley fort.